# Fabaliwa Oyo
Fabaliwa Oyo is een bestuurslaag in het regentschap Nias Utara van de provincie Noord-Sumatra, Indonesië. Fabaliwa Oyo telt 681 inwoners (volkstelling 2010).